# Valköra
Valköra (Flavoscypha phlebophora) är en svampart som först beskrevs av Berk. & Broome, och fick sitt nu gällande namn av Harmaja 1974. Flavoscypha phlebophora ingår i släktet Flavoscypha och familjen Pyronemataceae.   Inga underarter finns listade i Catalogue of Life.
I den svenska databasen Dyntaxa används istället namnet Otidea phlebophora för samma taxon.  Arten är reproducerande i Sverige.